# Zamek Niesytno
Zamek Niesytno w Płoninie (niem. Nimmersath) – zabytkowy zamek znajdujący się na szlaku Zamków Piastowskich, położony we wsi Płonina, na zachód od Bolkowa w Sudetach Zachodnich, we Wschodnim Grzbiecie Gór Kaczawskich, na skalnym cyplu – 550 m n.p.m.

## Historia

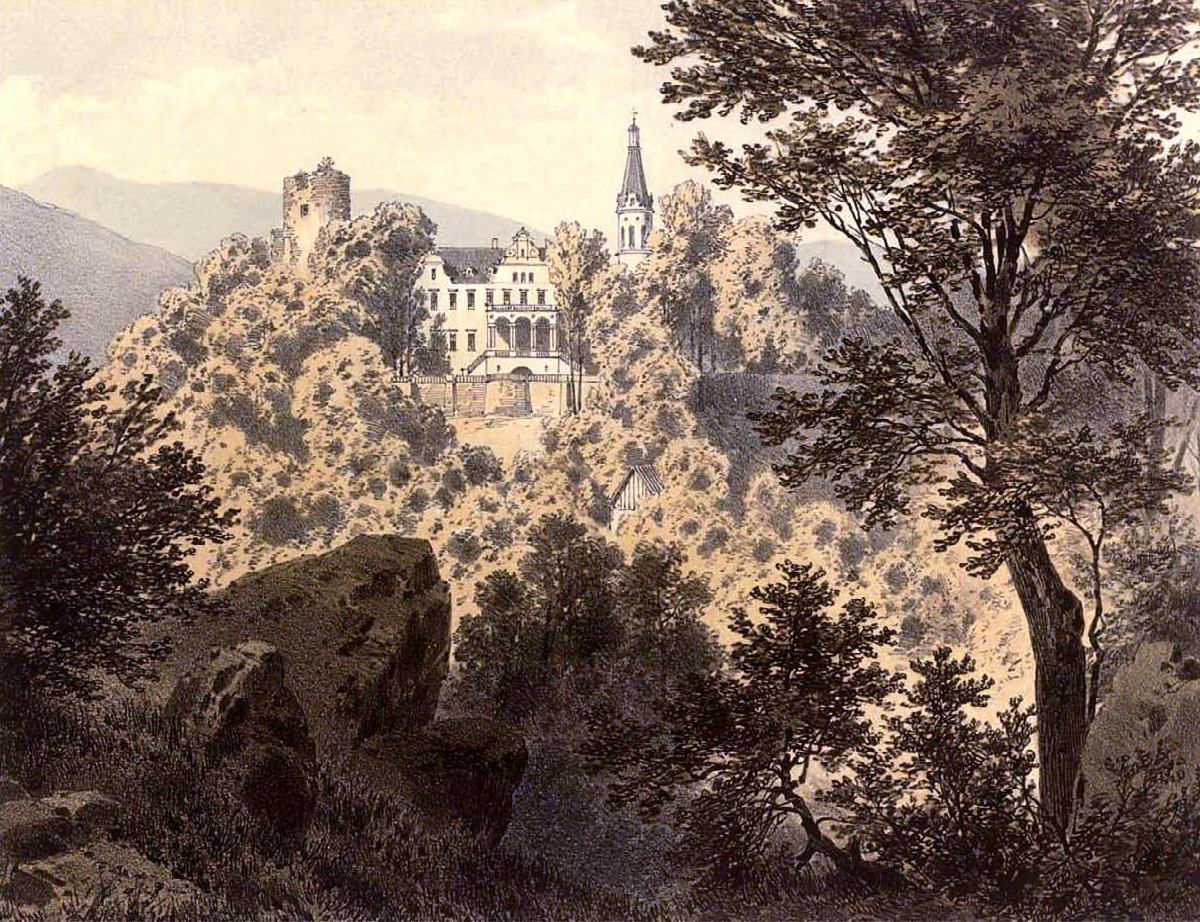
Ruiny (1857-1883), na litografii Dunckera

Po raz pierwszy zamek ten został wymieniony w 1432 r., w liście biskupa wrocławskiego Konrada Oleśnickiego do Wielkiego Mistrza Zakonu Krzyżackiego. Biskup donosi mistrzowi, iż należąca do rycerza Hayna von Czirna warownia została zajęta przez wyprawę mieszczan wrocławskich i świdnickich. Wydaje się, że budowla powstała niewiele wcześniej. Hipoteza o jej XIII-wiecznej genezie jest mało prawdopodobna, a w grę wchodzi okres po 2 połowie XIV w.
Historia zamku Niesytno wiązana jest tradycyjnie z husytami i rycerzami rozbójnikami, mającymi w nim zamieszkiwać w XV w., z tamtego okresu wywodzić się ma nazwa Angstwinkel (pol. Zakątek Strachu). Prawdopodobnie już w latach 30. XV stulecia w posiadanie siedziby weszli członkowie rodu von Zedlitz, którzy zamieszkiwali tu do połowy wieku XVII w.
Obiekt był w trakcie swych dziejów kilkakrotnie rozbudowywany i przebudowywany. Najciekawszym jego elementem jest unikalna na skalę Polski wieloboczna wieża z dziobem (podobna do stołpu na zamku w Bolkowie), zajmująca kulminację skalną, pełniąca rolę donżonu, wyposażona we wnętrzu w tzw. ciepłą izbę (rozległe wnętrze obłożone drewnem jako ociepleniem). Jej datowanie jest przedmiotem dyskusji i nastręcza wielu trudności, ale przypuszcza się, że zbudowana została najpewniej dopiero w 2 połowie XV wieku. Poniżej wznosi się dom zamkowy, zapewne późniejszy, częściowo dwu- a częściowo trójkondygnacyjny.
Rezydencjonalną rolę zamek utracił w 1545 r., gdy obok, na wschód/południowy wschód od niego członkowie rodu von Zedlitz zbudowali dwór ozdobiony renesansową kamieniarką (m.in. portalem głównym i oknami o obramieniach zwanych fasciowymi). Dwór ten, także wielokrotnie przerabiany, znany jest jako pałac w Płoninie. Od połowy XVI w. stary zamek wykorzystywany był najpewniej już tylko na cele magazynowe i gospodarcze. W sali rycerskiej utworzono spichlerz na ziarno, a na murach ustawiono cztery hakownice odpalane przy okazji ważnych świąt lub uroczystości.
W 1843 ruiny zamku zakupił hrabia Julius von Bulow, który je zabezpieczył i przeprowadził gruntowną konserwację. Na początku XX wieku majątek ziemski nabył hrabia Eberhard von Saurma baron von Jeltsch. Przeprowadził on konserwację zamku górnego i udostępnił go do zwiedzania.
W 2010 roku właścicielem zamku został przedsiębiorca Krzysztof Harkawy. W 2012 roku rozpoczęły się prace przy odgruzowywaniu i rekonstrukcji budynku mieszkalnego na terenie zamku średniowiecznego.

## Galeria

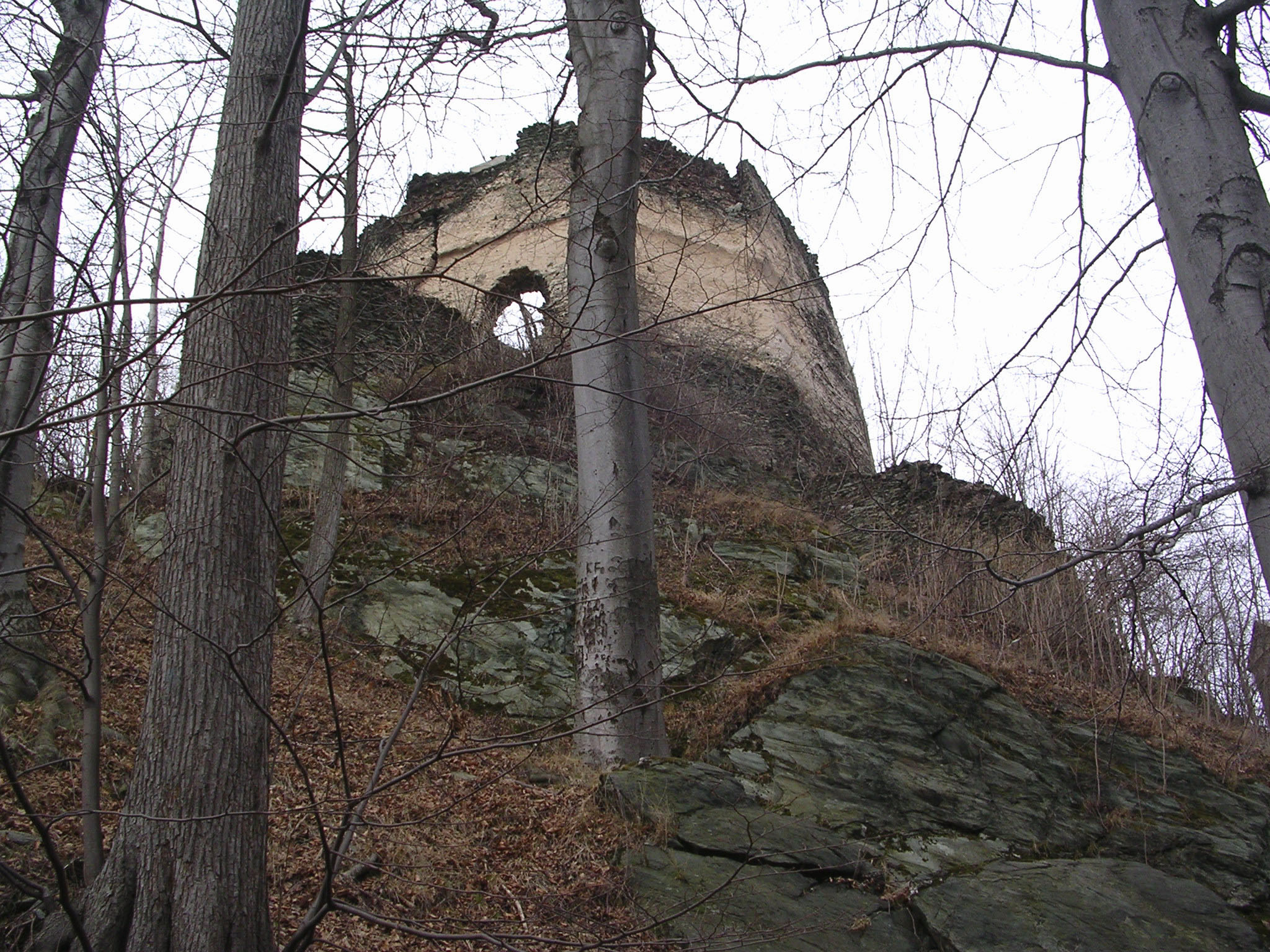
Gotycka wieża zamkowa (2006)
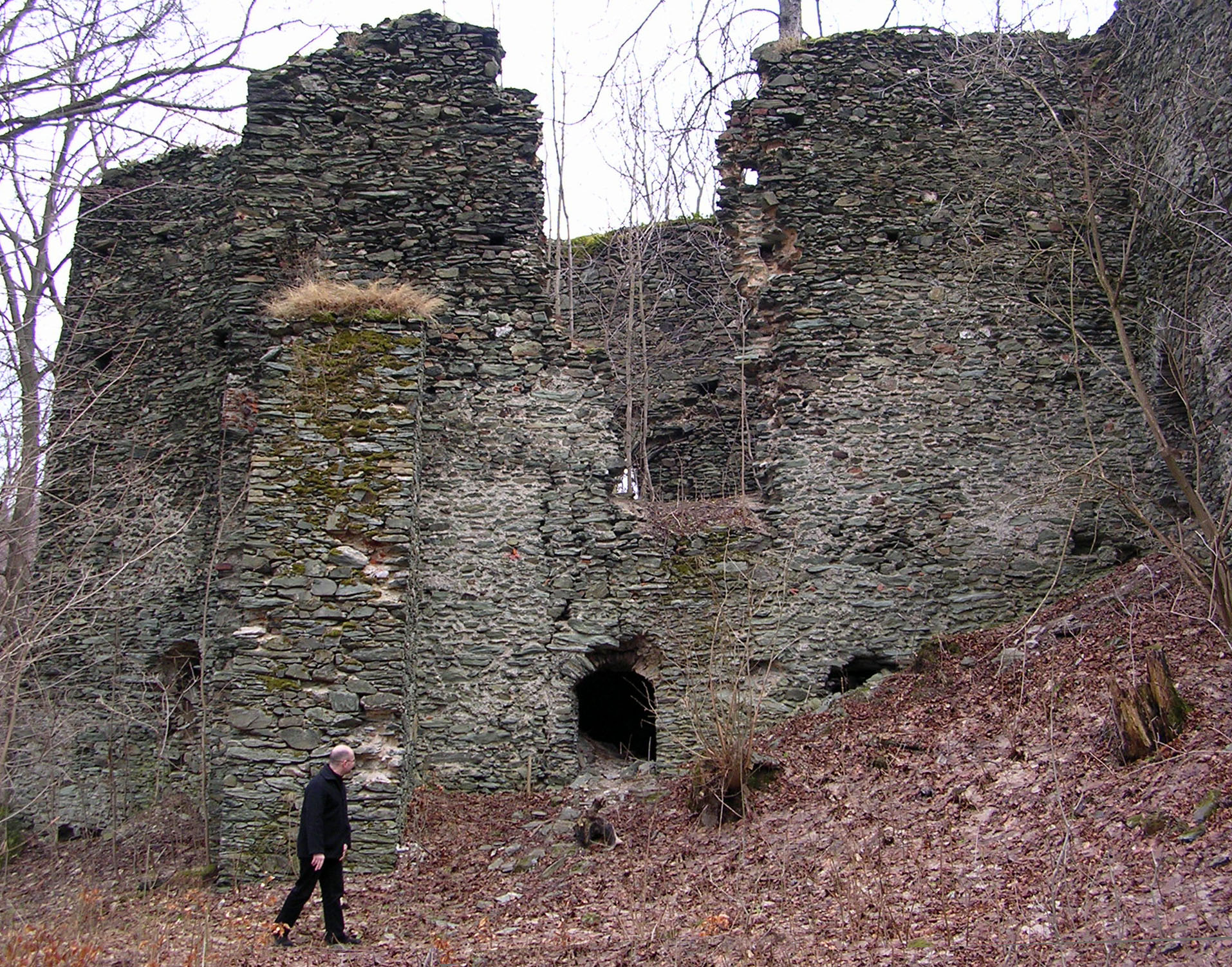
Budynek mieszkalny od zachodu (2006)
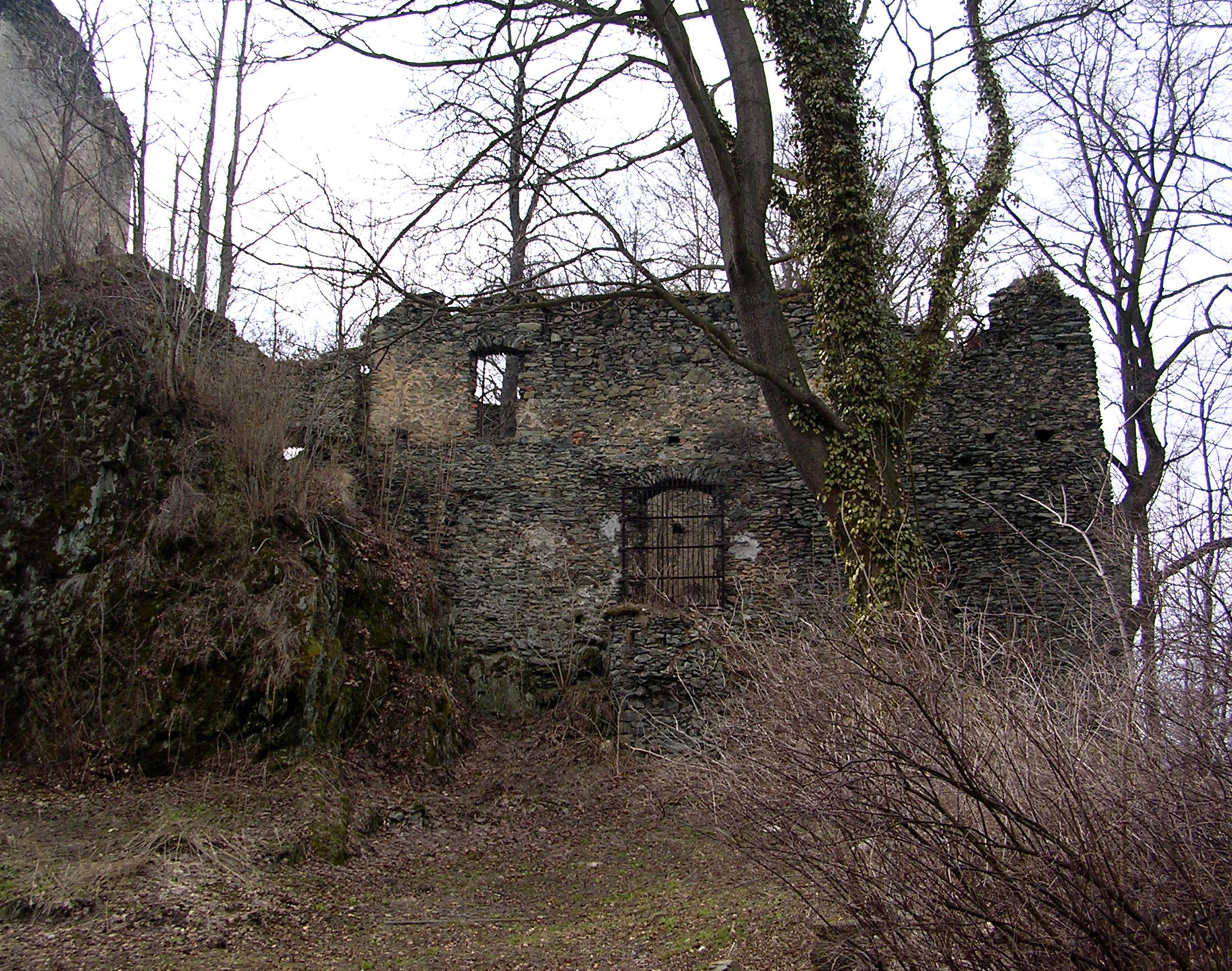
Budynek mieszkalny od wschodu (2006)
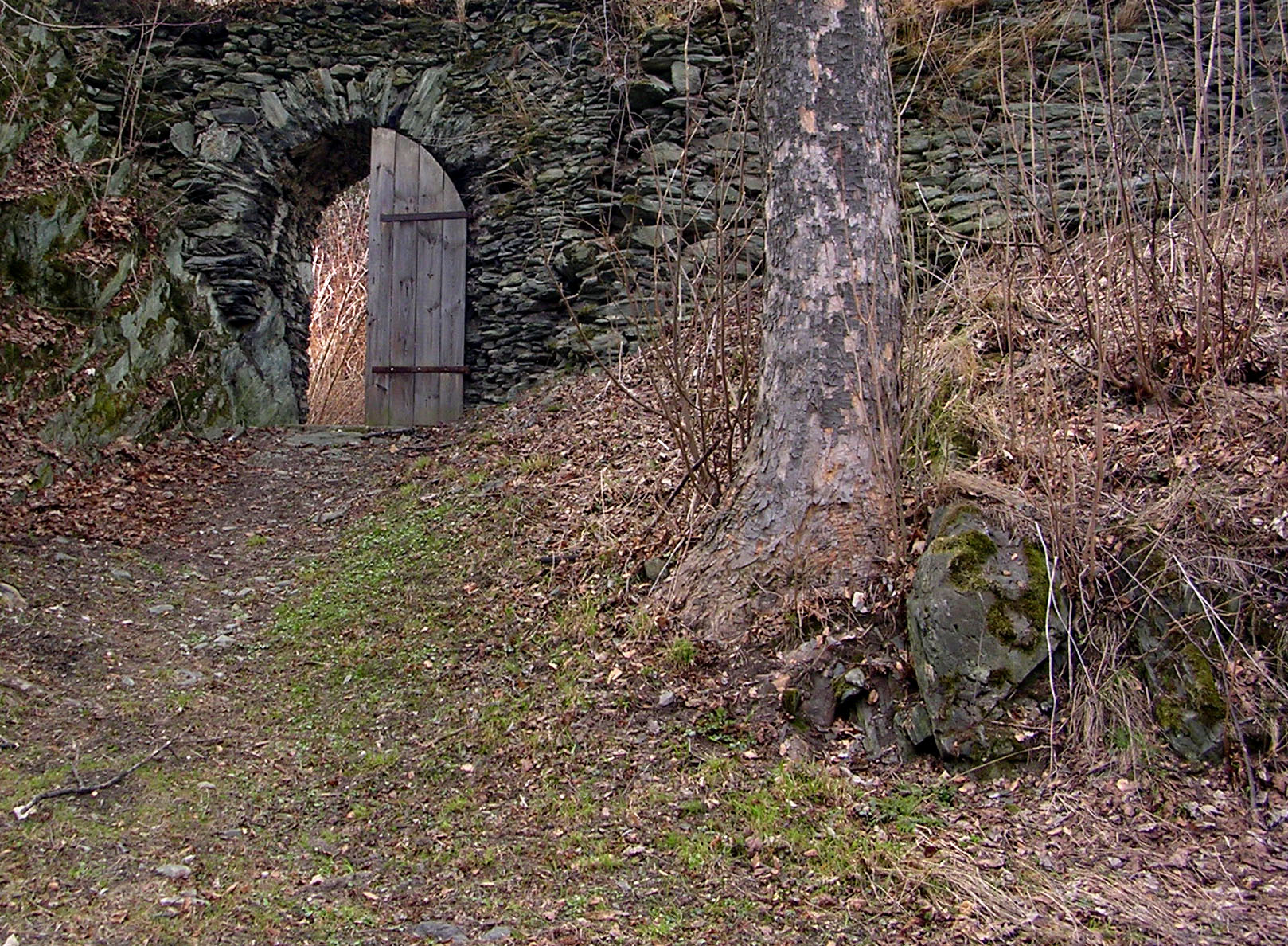
Fragment zamku (2006)
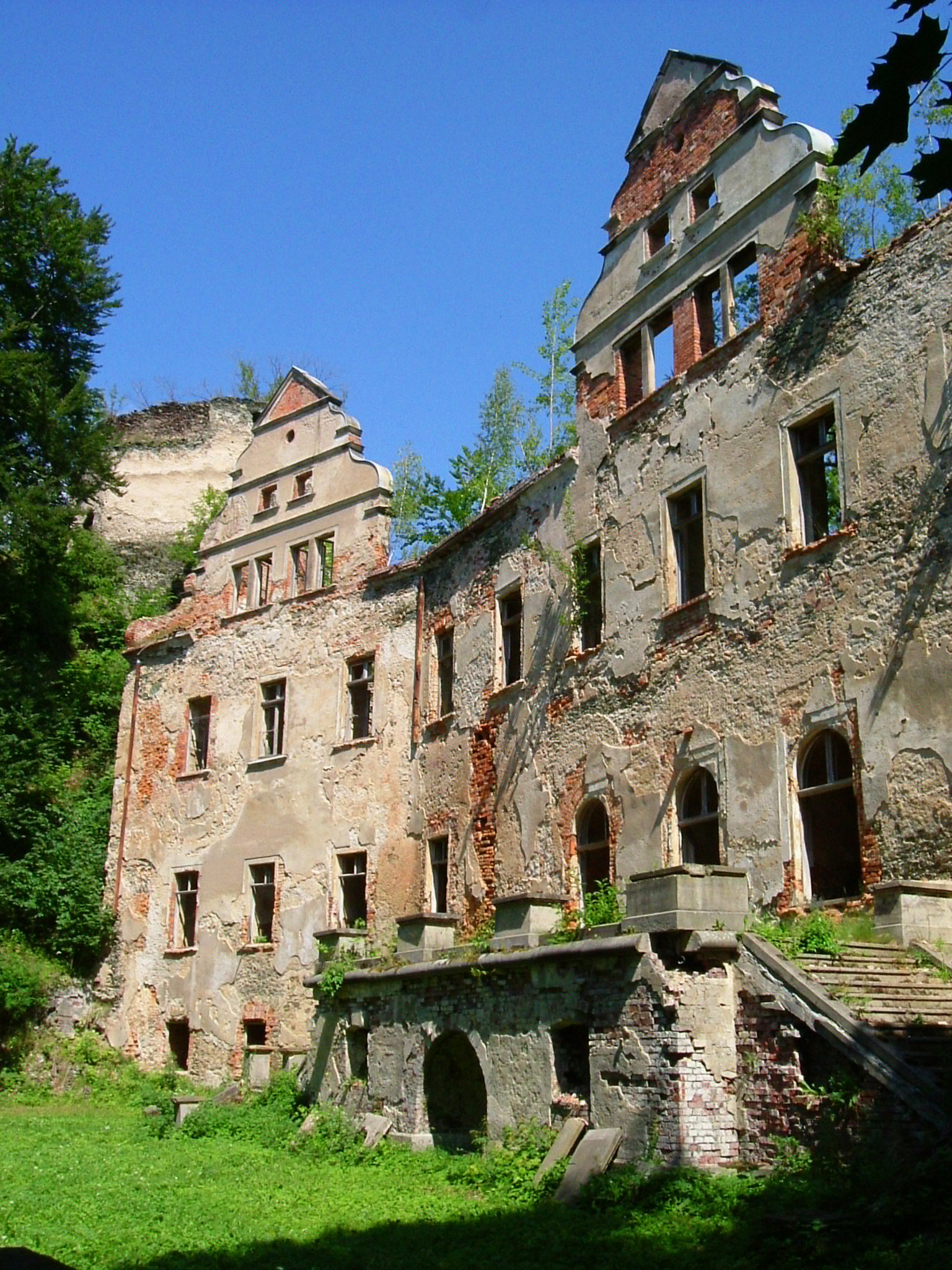
Ruiny pałacu od południa, w tle wieża
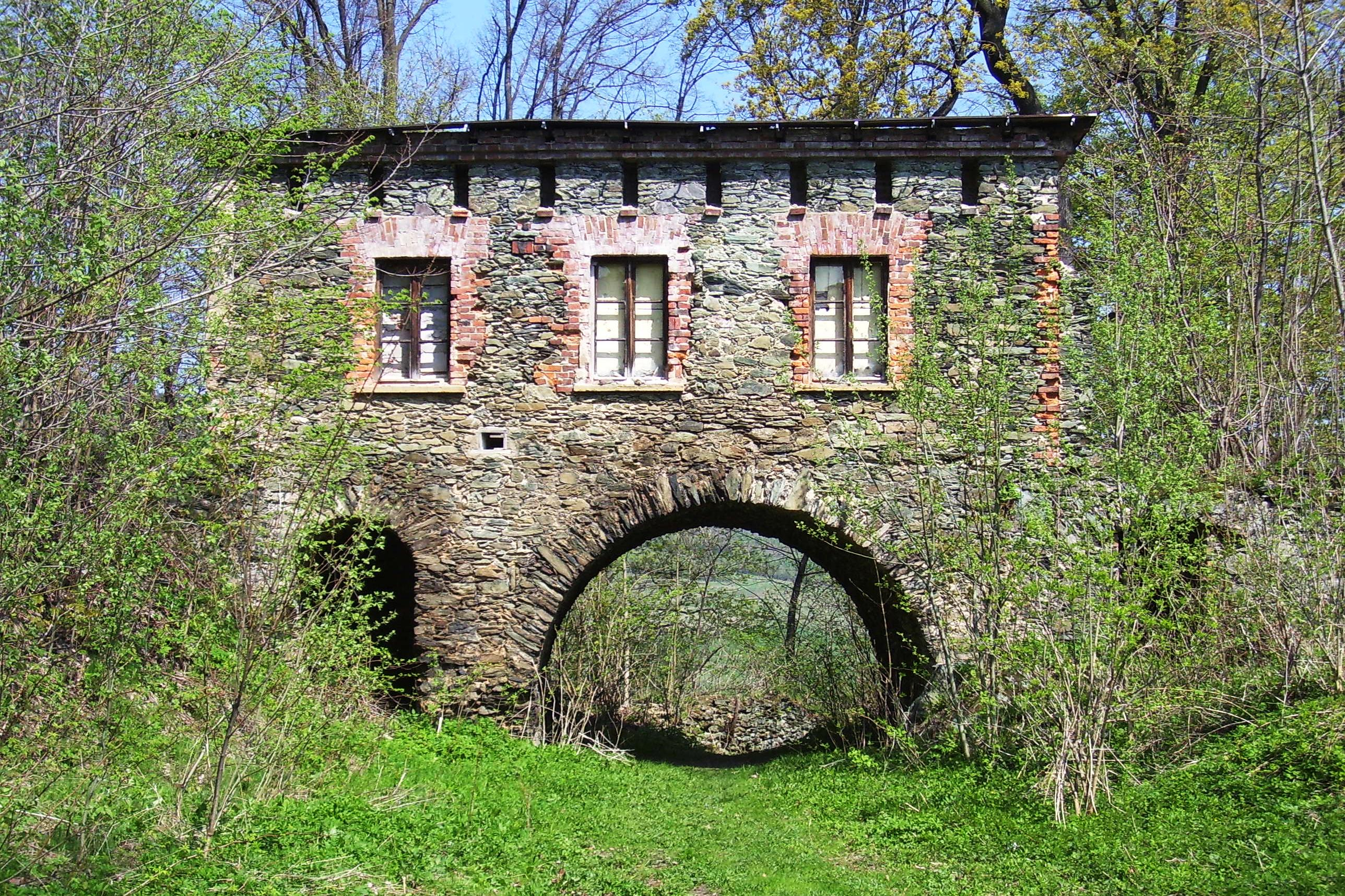
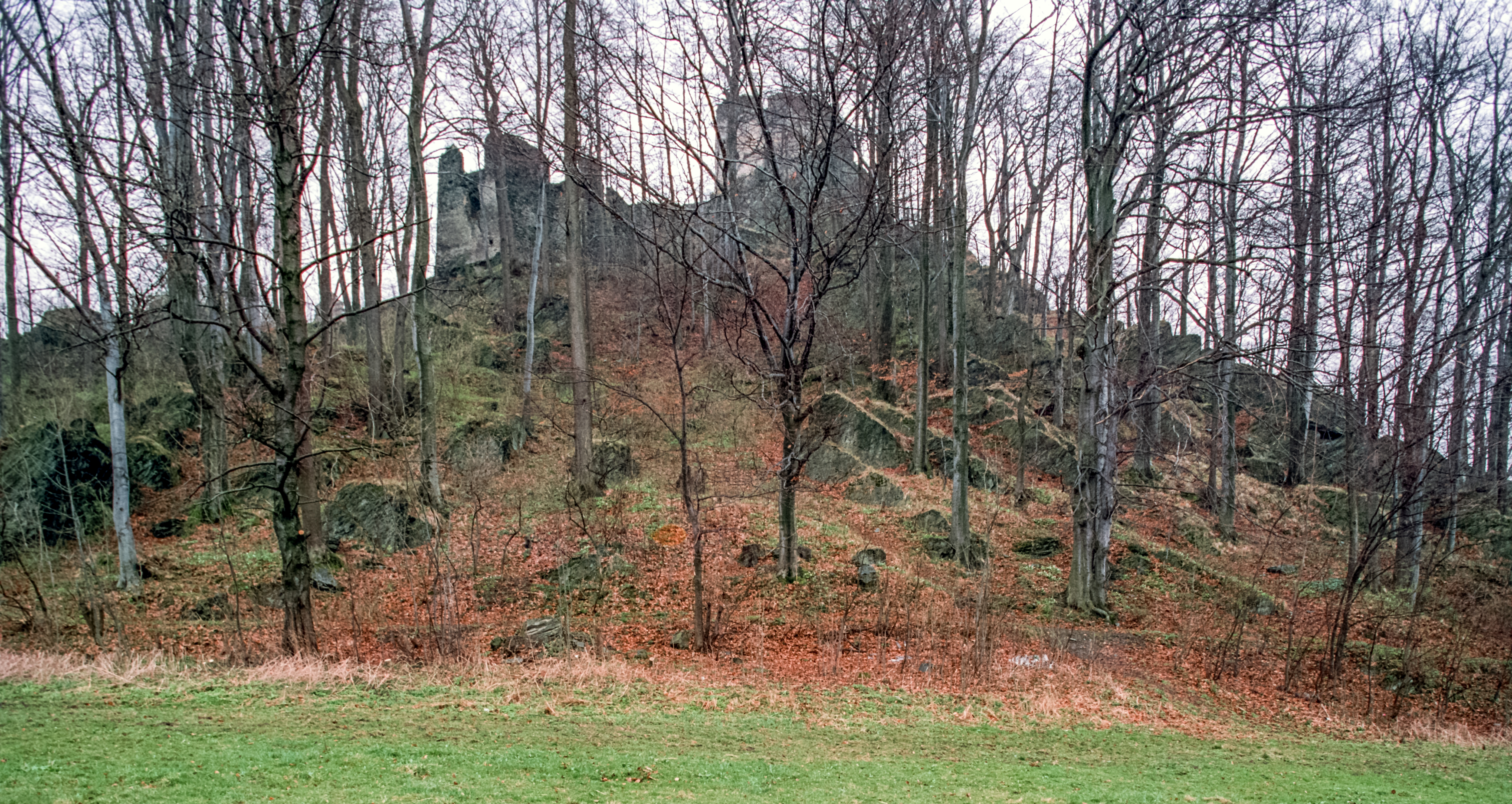
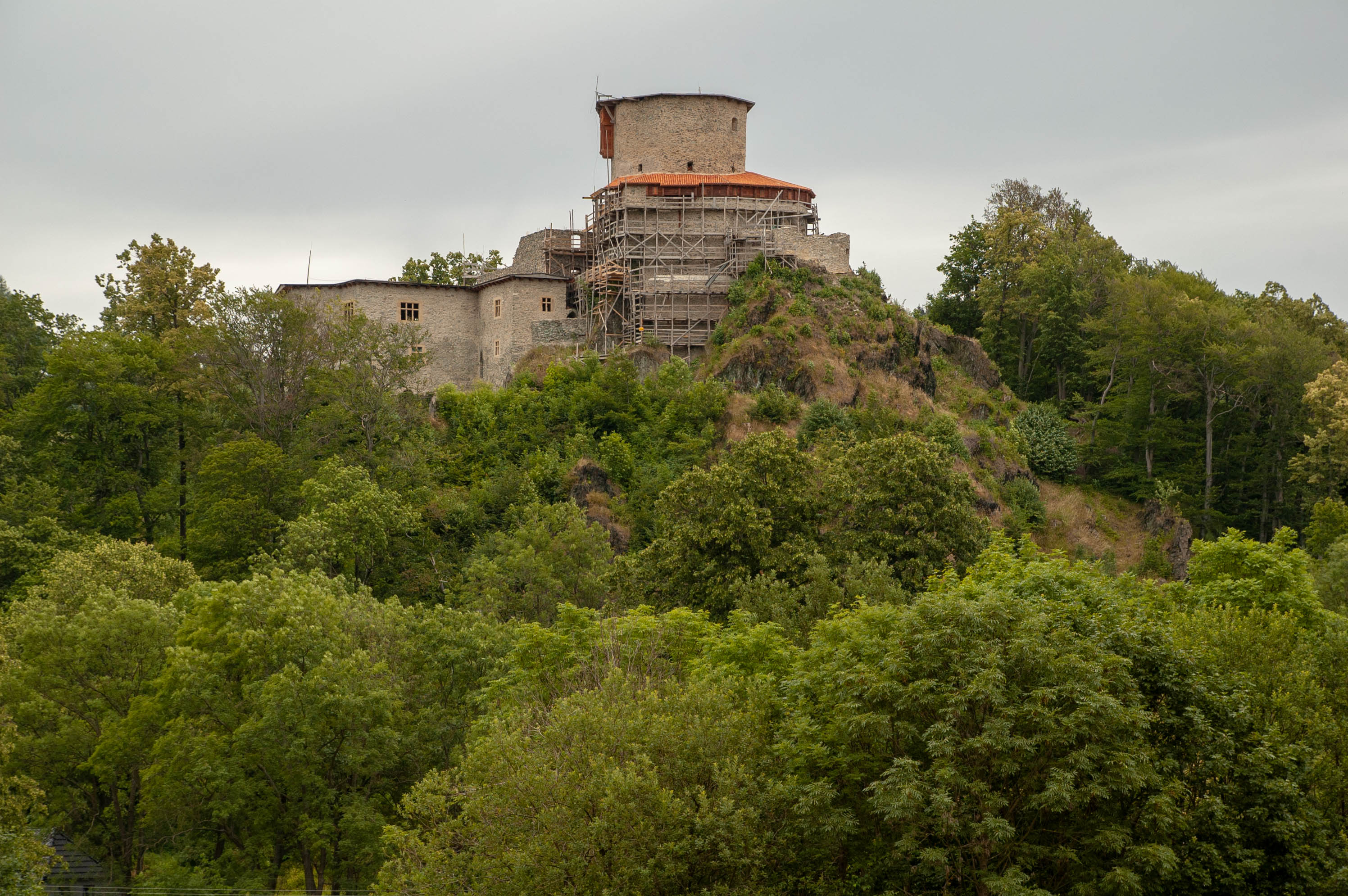